# Andrea Limbacher
Andrea Limbacher (* 25. Juli 1989 in Bad Ischl) ist eine ehemalige österreichische Freestyle-Skierin. Zu Beginn ihrer Karriere war sie Alpinskirennläuferin. 2009 wechselte sie zum Freestyle-Skiing und spezialisierte sich auf die Disziplin Skicross. Ihren größten Erfolg feierte sie mit dem Gewinn des Weltmeistertitels 2015.

## Werdegang
Im Dezember 2004 nahm Limbacher als 15-Jährige an ihren ersten FIS-Rennen im alpinen Skisport teil. Das beste Ergebnis erzielte sie am 19. Dezember 2008 im FIS-Super-G von Haus im Ennstal mit Rang zwei hinter Kathrin Hölzl. Im März 2007 wurde sie Neunte in der Abfahrt bei den österreichischen Meisterschaften. Ihr letztes Alpinrennen bestritt sie im April 2009. Nach der Saison 2008/09 wechselte sie zur Disziplin Skicross.
Limbacher hatte am 22. Dezember 2009 ihr Debüt im Freestyle-Weltcup und erreichte bei ihrem ersten Skicross-Rennen in Innichen auf Anhieb Platz 11. Beim zweiten Rennen am 5. Jänner 2010 in St. Johann in Tirol gewann sie das kleine Finale und erreichte Platz 5. Nach zwei weiteren Platzierungen unter den besten 15 schaffte sie die Qualifikation für die Olympischen Winterspiele in Vancouver. Am 23. Jänner 2010 stürzte sie beim Training für das Weltcuprennen in Lake Placid und zog sich dabei einen Kreuzbandriss im rechten Knie sowie einen Seitenbandeinriss zu. Trotz dieser Verletzung nahm sie an den Olympischen Spielen teil, schied im Achtelfinale aus und belegte Rang 24.
In der Weltcupsaison 2010/11 gelang Limbacher siebenmal eine Top-10-Platzierung, bei den Weltmeisterschaften 2011 in Deer Valley fuhr sie auf Platz 23. Mit dem dritten Platz in Alpe d’Huez erzielte Limbacher am 11. Jänner 2012 die erste Weltcup-Podestplatzierung, ihren ersten Weltcupsieg konnte sie am 25. Februar 2012 in Götschen feiern. Dies reichte für den fünften Platz in der Skicross-Disziplinenwertung. Der zweite Weltcupsieg folgte am 12. Jänner 2013 in Les Contamines. Vier Tage später erlitt sie beim Weltcuprennen in Megève einen Kreuzband- und Meniskusriss sowie Knorpelverletzungen im rechten Knie, worauf die Saison 2012/13 für sie vorzeitig zu Ende war.

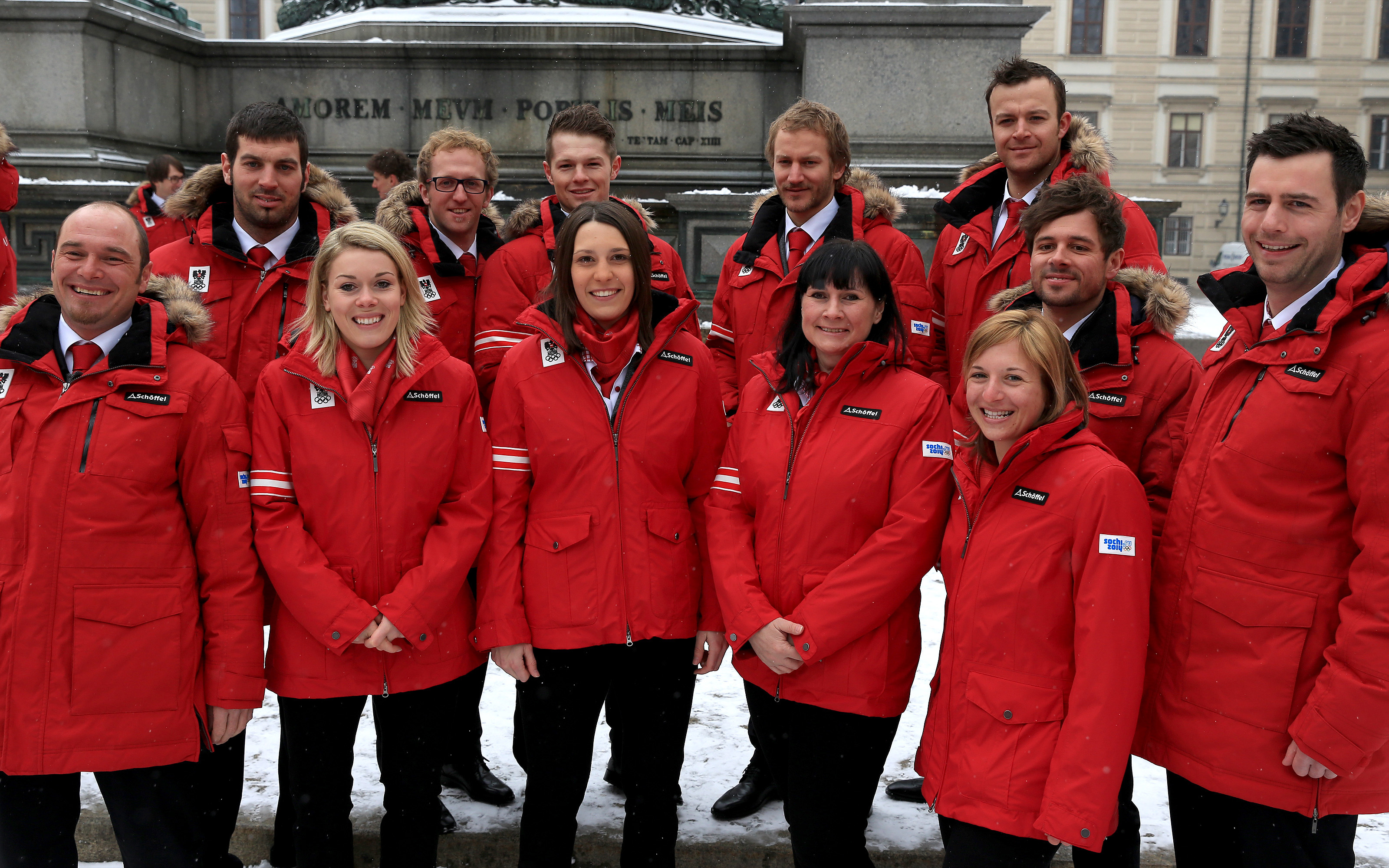
Andrea Limbacher (vorne links) mit dem österreichischen Skicross-Team vor den Olympischen Spielen 2014

Im Weltcupwinter 2013/14 gelangen Limbacher zwei Top-10-Platzierungen, bei den Olympischen Winterspielen 2014 in Sotschi fuhr sie auf Platz 22. Nach einem eher verhaltenen Beginn der Saison 2014/15 gewann sie am 25. Jänner 2015 überraschend die Goldmedaille bei den Weltmeisterschaften 2015 am Kreischberg. Im Finale der letzten vier setzte sie sich hauchdünn vor der Französin Ophélie David und der Schweizer Titelverteidigerin Fanny Smith durch. Zum Saisonabschluss kamen im Weltcup zwei zweite und zwei dritte Plätze hinzu, was in der Disziplinenwertung den sechsten Platz ergab.
Limbacher gewann in der Saison 2015/16 zwei Weltcuprennen in Innichen und Bokwang. Zusammen mit zwei dritten Plätzen war sie die Fünftbeste in der Disziplinenwertung. Allerdings zog sie sich am 3. März 2016 beim Training für das letzte Saisonrennen in Arosa schwere Verletzungen im rechten Knie zu. Sie erlitt einen Riss des vorderen Kreuzbandes und des Innenbandes sowie einen Meniskus- und Knorpelschaden. Nach überstandener Rehabilitation riss im Training im Jänner 2017 erneut das Kreuzband, diesmal im linken Knie, womit sie die restliche Saison verpasste. Nach 21 Monaten Pause gab sie im Dezember 2017 ihr Comeback.
Bei den Olympischen Winterspielen 2018 in Pyeongchang belegte sie am 23. Februar im Skicross den 13. Rang. Beim Weltcup in Frankreich, in Megève, zog sie sich im Februar 2020 – nach 2010, 2013, 2016 und 2017 zum fünften Mal – einen Kreuzbandriss zu.
Am 25. Mai 2023 gab Limbacher ihren Rücktritt vom Leistungssport bekannt.

## Erfolge

### Olympische Spiele
- Vancouver 2010: 24. Skicross
- Sotschi 2014: 22. Skicross
- Pyeongchang 2018: 13. Skicross

### Weltmeisterschaften
- Deer Valley 2011: 23. Skicross
- Kreischberg 2015: 1. Skicross

### Weltcupwertungen
| Saison  | Gesamt | Gesamt | Skicross | Skicross |
| Saison  | Platz  | Punkte | Platz    | Punkte   |
| ------- | ------ | ------ | -------- | -------- |
| 2009/10 | 66.    | 10     | 21.      | 115      |
| 2010/11 | 33.    | 26     | 9.       | 290      |
| 2011/12 | 16.    | 39     | 5.       | 388      |
| 2012/13 | 46.    | 26     | 12.      | 258      |
| 2013/14 | 72.    | 17     | 16.      | 191      |
| 2014/15 | 17.    | 37,91  | 6.       | 417      |
| 2015/16 | 18.    | 43,92  | 5.       | 527      |
| 2017/18 | 63.    | 21,60  | 13.      | 216      |
| 2018/19 | 25.    | 38,09  | 6.       | 419      |
| 2019/20 | 80.    | 16,55  | 16.      | 182      |

### Weltcupsiege
Limbacher errang im Weltcup bisher 15 Podestplätze, davon 4 Siege:
| Datum             | Ort            | Land        |
| ----------------- | -------------- | ----------- |
| 25. Februar 2012  | Götschen       | Deutschland |
| 12. Jänner 2013   | Les Contamines | Frankreich  |
| 20. Dezember 2015 | Innichen       | Italien     |
| 28. Februar 2016  | Bokwang        | Südkorea    |

### Weitere Erfolge
- 4 Podestplätze im Europacup
- 1 österreichischer Meistertitel (2011)